# 福岡第二師範学校
福岡第二師範学校 （ふくおかだいにしはんがっこう） は第二次世界大戦中の1943年 （昭和18年） に、福岡県に設置された師範学校である。
本項は、前身の福岡県小倉師範学校を含めて記述する。

## 概要
- 1908年 （明治41年） 創立の福岡県小倉師範学校の官立移管により設置された。
- 当初は男子部のみで発足したが、1945年（昭和20年）に女子部を増設した。
- 第二次世界大戦後の学制改革で新制福岡学芸大学 （現・福岡教育大学） の母体の一つとなった。

## 沿革

### 福岡県立期

#### 福岡県小倉師範学校
- 1907年（明治40年）: 義務教育が4年制から6年制に延長され、福岡県では小学校教員の不足数が1,000人を超えた。そのため、福岡に次ぐ第二の県師範学校を設置することとなった。
- 1908年（明治41年）
  - 3月28日： 福岡県小倉師範学校の設立公示 （福岡県告示第125号）[1]
  - 4月1日： 福岡県小倉師範学校開校。
    - 本科第一部 （4年制。3年制高等小学校卒対象） を設置。
    - 企救郡足立村大字砂津 （現・北九州市小倉北区高浜1丁目、JR東小倉駅付近） にあった旧・金辺鉄道 （きべてつどう） 事務所を仮校舎として使用[2]。
    - 初代校長： 織田勝馬。上級生による下級生いじめを軽減するため小寄宿舎制を導入 （姫路師範学校をモデルとした）。

  - 4月28日： 第1回入学式。
  - 5月22日： 偕行社にて小倉中学校と合同開校式を挙行。
- 1909年（明治42年）7月： 足立村富野の新校舎（現・北九州市小倉北区下富野3丁目、福岡教育大学附属小倉小学校・中学校所在地）に一部移転。
- 1911年（明治44年）4月： 附属小学校を開設。砂津の陸軍予備病院建物を仮校舎とした。
- 1913年（大正2年）5月： 小倉師範・附属小学校ともに新校舎に移転完了。
- 1914年（大正3年）： 本科第二部 （1年制。中学校卒対象） を設置。
- 1925年（大正14年）4月： 本科第一部を5年制に変更 （2年制高等小学校卒対象）。
- 1926年（大正15年）： 専攻科を開設 （1年制）。
- 1931年（昭和6年）
  - 4月： 本科第二部を2年制に延長。
  - 秋： 福岡県教育会にて小倉師範廃止の意見が出される[3]。地元関係者ら、小倉師範擁護会を結成し、同窓会と共に廃止反対運動を展開。
- 1932年（昭和7年）： 廃止案終息。
- 1939年（昭和14年）8月： 傷痍軍人小学校教員福岡養成所 （1年制） を附設。
- 1942年（昭和17年）12月： 福岡県会、北九州地区への女子師範設置を承認。国の認可待ち[4]。

### 官立（国立）期

#### 福岡第二師範学校
- 1943年（昭和18年）4月1日： 福岡県小倉師範学校を国に移管し、官立福岡第二師範学校設置。
  - 当初は男子部のみで発足。
  - 本科 （3年制。中等学校卒対象）・予科 （2年制。高等小学校卒対象） を設置。
- 1945年（昭和20年）4月： 田川市伊田に女子部を設置。
  - 現・福岡県立大学所在地[5]。
  - 女子部に独自の附属小学校はなく、1947年（昭和22年）から田川市立伊田中部小学校 （現・伊田小学校） を代用附属とした[6]。
- 1947年（昭和22年）4月： 男子部に附属中学校 （新制） を開設。
  - 女子部は1949年（昭和24年）に田川市立伊田中学校を代用附属とした[7]。
- 1949年（昭和24年）5月31日： 新制福岡学芸大学が発足。
  - 福岡第二師範学校は福岡第一師範学校・福岡青年師範学校と共に母体として包括された。
  - 旧男子部に小倉分校を設置。 ただし、旧男子部校地は附属中学校の校地となり、小倉分校は北方新町に移転。[8]
  - 旧女子部に田川分校を設置。
  - 旧第一師範男子部に福岡分校を設置。
  - 旧第一師範女子部に久留米分校を設置。
  - 旧福岡青師に久留米分校分教場を設置。 （1950年（昭和25年）6月、久留米分校に統合）
- 1951年（昭和26年）3月： 福岡学芸大学福岡第二師範学校 （旧制）、廃止。

## 歴代校長
福岡県小倉師範学校
- 織田勝馬：1908年3月31日 - 1912年11月14日
- 小松原伊十郎：1912年11月14日 -
- 長沼亨:1920年5月10日[9] -
- 関口正助
- 島田民治
- 小林武三
- 角南元一
- 田村清三郎： ? - 1943年3月

官立福岡第二師範学校
- 小倉邦夫：1943年4月1日[10] - 1945年11月24日[11]
- 野田糾夫：1945年11月24日[11] - 1951年3月
  - 新制福岡学芸大学小倉分校初代主事

## 校地の変遷と継承
福岡第二師範学校男子部
前身の福岡県小倉師範学校から引き継いだ小倉市富野 （現・北九州市小倉北区下富野3丁目） の校地を使用した。後身の新制福岡学芸大学小倉分校発足に当たって、旧富野校地は附属中学校校地に充当され、小倉分校は市内北方新町 （現・小倉南区若園） の旧陸軍小倉兵器補給廠跡に移転した。
富野校地は現在も福岡教育大学附属小倉小学校・中学校によって使用されている。北方校地は1966年11月に大学 （同年4月、福岡教育大学と改称） が宗像市赤間に統合移転するまで使用され、現在は福岡県立北九州高等学校の校地となっている。
福岡第二師範学校女子部
田川市伊田の校地を廃止まで使用した。田川校地は後身の福岡学芸大学 （1966年4月から福岡教育大学） に継承されて田川分校となり、1966年11月に宗像市赤間に統合移転するまで使用された。跡地は現在、福岡県立大学の校地となっている。

## 著名な出身者
- 栗原一登 - 劇作家、国語教科書（光村図書）編著者、作詞家。北九州市をはじめとする全国の学校校歌の作詞も手がけた。娘は女優の栗原小巻。
- 石丸敬次 - 小倉師範卒。内務官僚・富山県知事・学研書籍社長。
- 近藤松次 - 大阪府大東市長

## 関連書籍
- 平田宗史（著）・福岡教育大学後援会運営委員会（編）　『「師魂」の継承 : 福岡教育大学の過去・現在・将来』　梓書院、2006年8月。ISBN 487035277X
- 北九州市史編さん委員会（編）　『北九州市史 : 近代・現代（教育・文化）』　北九州市、1986年12月、109-111頁・207-213頁。
- 福岡県教育百年史編さん委員会（編）　『福岡県教育百年史 : 第5巻 通史編 (1)』　福岡県教育委員会、1980年9月。
- 福岡県教育百年史編さん委員会（編）　『福岡県教育百年史 : 第6巻 通史編 (2)』　福岡県教育委員会、1981年3月。
- 福岡県小倉市役所（編）　『小倉市誌 : 補遺』　名著出版、1973年、482-484頁。
  - 末岡作太郎（編）　『小倉市誌 : 補遺』　1955年 の復刻版。